# Kaiserpokal 1989
Der Kaiserpokal 1989 war die 69. Austragung des Kaiserpokals, des höchsten japanischen Fußballpokalwettbewerbs. Sieger des Wettbewerbs waren die Nissan Motors.

## Ergebnisse

### 1. Runde
|                              | Ergebnis        |                             |
| ---------------------------- | --------------- | --------------------------- |
| Nissan Motors                | 3:1             | Tōkai-Universität           |
| Cosmo Oil                    | 0:0 (2:0 i. E.) | Mitsubishi Heavy Industries |
| Honda Motors                 | 4:3             | Universität Tsukuba         |
| Sapporo Mazda                | 1:4             | Yanmar Diesel               |
| Yomiuri                      | 4:0             | Osaka Gas                   |
| Mitsubishi Chemical Kurosaki | 2:5             | Hitachi                     |
| Nippon Steel                 | 1:0             | Kyoto Shiko Club            |
| Otsuka Pharmaceutical        | 1:2             | Fujita Industries           |
| Yamaha Motors                | 5:1             | Yomiuri Junior              |
| PJM Futures                  | 5:0             | TDK                         |
| Toshiba                      | 1:0             | NTT Kansai                  |
| Juntendō-Universität         | 1:0             | Furukawa Electric           |
| Matsushita Electric          | 0:1             | Mazda                       |
| Tanabe Pharmaceutical        | 1:2             | NKK                         |
| Meiji-Universität            | 4:2             | YKK                         |
| Fujieda City Hall            | 0:2             | All Nippon Airways          |

### Achtelfinale
|                   | Ergebnis |                      |
| ----------------- | -------- | -------------------- |
| Nissan Motors     | 4:0      | Cosmo Oil            |
| Honda Motors      | 1:3      | Yanmar Diesel        |
| Yomiuri           | 1:0      | Hitachi              |
| Nippon Steel      | 1:3      | Fujita Industries    |
| Yamaha Motors     | 1:0      | PJM Futures          |
| Toshiba           | 3:0      | Juntendō-Universität |
| Mazda             | 1:0      | NKK                  |
| Meiji-Universität | 0:3      | All Nippon Airways   |

### Viertelfinale
|               | Ergebnis |                    |
| ------------- | -------- | ------------------ |
| Nissan Motors | 1:0      | Yanmar Diesel      |
| Yomiuri       | 1:0      | Fujita Industries  |
| Yamaha Motors | 2:1      | Toshiba            |
| Mazda         | 1:2      | All Nippon Airways |

### Halbfinale
|               | Ergebnis        |                    |
| ------------- | --------------- | ------------------ |
| Nissan Motors | 1:0             | Yomiuri            |
| Yamaha Motors | 1:1 (4:2 i. E.) | All Nippon Airways |

### Finale
|               | Ergebnis |               |
| ------------- | -------- | ------------- |
| Nissan Motors | 3:2      | Yamaha Motors |